# Lotte, du village des inventeurs
Pour plus de détails, voir Fiche technique et Distribution.
Lotte, du village des inventeurs (en estonien Leiutajateküla Lotte) est un film d'animation estonieno-letton réalisé par Heiki Ernits et Janno Põldma et coproduit par l'Estonie et la Lettonie. Il est sorti dans ces pays en 2006 et en France en 2008.

## Synopsis
Dans un petit village en bord de mer, quelque part en Europe, les habitants rivalisent d'ingéniosité pour inventer toutes sortes de gadgets domestiques et des compétitions sont organisées. C'est là que vivent Lotte le chien, Bruno le chat, Susumu l'abeille japonaise et Adalbert le lapin. Or celui-ci cherche à triompher d'Oskar, inventeur de renom... et le propre père de Lotte.

## Fiche technique
- Titre : Lotte, du village des inventeurs
- Titre original : Lote no izgudrotāja ciema Leiutajateküla Lotte
- Réalisation : Heiki Ernits et Janno Põldma
- Scénario : Heiki Ernits, Andrus Kivirähk, Janno Põldma et Alvis Lapins
- Montage : Janno Põldma
- Décors : Heiki Ernits
- Musique : Sven Grünberg, Prāta Vētra
- Production : Riina Sildos
- Sociétés de production : Eesti Joonisfilm (EE), Rija Film (LV)
- Année de production : 2005
- Pays :  Estonie,  Lettonie
- Durée : 81 minutes
- Langue : estonien letton
- Dates de sortie : 
  -  Estonie,  Lettonie : 1er septembre 2006
  - 27 février 2007 dans les pays suivants : Autriche, Belgique Pays-Bas, Luxembourg, Norvège, Suède, Allemagne
  -  France : 12 février 2008

## Accueil critique
En France, Jacques Mandelbaum, dans Le Monde, juge le film passable : « Une animation un peu désuète, un scénario relativement erratique, un doublage des voix sentencieux à souhait, et un propos constamment moralisateur n'aideront pas ce dessin animé venu de l'Est à séduire un public habitué à des virtuosités d'un tout autre acabit. Le spectacle, par son jeu de couleurs et la naïveté de ses personnages, pourra néanmoins divertir les plus petits. »

## Box office
À sa sortie en Estonie, le film bat tous les records de fréquentation. Le personnage de Lotte y remporte un grand succès auprès des enfants.